# Telegatti 1999
La 16ª edizione del Gran Premio Internazionale dello Spettacolo si è tenuta a Milano, al Teatro Ventaglio Nazionale, il 4 maggio 1999. Conduttori della serata sono stati Pippo Baudo, affiancato per la terza edizione consecutiva da Milly Carlucci.
L'incasso della serata è stato devoluto all'Associazione Malattie del Sangue e all'Associazione Amici Epatologia di Niguarda Ca' Granda.

## Vincitori
I premi sono assegnati alle trasmissioni andate in onda l'anno precedente alla cerimonia. Di seguito vengono elencate le varie categorie di premi, e i rispettivi vincitori dell'anno.

### Personaggio femminile dell'anno
- Paola Barale

### Personaggio maschile dell'anno
- Teo Teocoli

### Trasmissione dell'anno
- Striscia la notizia, Canale 5

### Miglior film TV
- Ultimo, Canale 5

### Miglior telefilm italiano
- Un medico in famiglia, Rai 1

### Miglior telefilm straniero
- L'ispettore Derrick, trasmesso su Rai 2

### Premio TV utile
- Chi l'ha visto?, Rai 3

### Miglior trasmissione di attualità e cultura
- Porta a porta, Rai 1

### Miglior trasmissione di giochi e quiz TV
- In bocca al lupo!, Rai 1

### Miglior trasmissione di satira TV
- Le Iene, Italia 1

### Miglior trasmissione cult
- La signora in giallo, trasmesso su Rai 1

### Miglior trasmissione di intrattenimento con ospiti
- Maurizio Costanzo Show, Canale 5

### Miglior trasmissione di varietà
- Carràmba! Che fortuna, Rai 1

### Miglior trasmissione musicale
- C'era un ragazzo, Rai 1

### Miglior trasmissione sportiva
- Quelli che il calcio, Rai 2

### Miglior trasmissione per ragazzi
- GT Ragazzi, Rai 1

### Premi speciali
- A Enzo Biagi, per il giornalismo televisivo
- Alla trasmissione Ciao Darwin, Canale 5
- A Sandra Mondaini e Raimondo Vianello per i 10 anni di Casa Vianello

### Lettore di TV Sorrisi e Canzoni
- Alla signora Attilia Pellegrini

## Un anno di TV in due minuti
Il video d'apertura di questa edizione con il meglio della televisione della stagione 1998/1999 è accompagnato da due canzoni: Strong Enough di Cher e La copa de la vida di Ricky Martin.

## Statistiche emittente/vittorie
- Rai 1   8 premi
- Rai 2   1 premio
- Rai 3    1 premio

Totale Rai: 10 Telegatti
- Canale 5   4 premi
- Italia 1      1 premio
- Rete 4     nessun premio

Totale Mediaset: 5 Telegatti